# Elektrostatischer Trägheitseinschluss
Als Elektrostatischer Trägheitseinschluss (englisch inertial electrostatic confinement, IEC) werden Verfahren bezeichnet, die versuchen, ein Plasma hoher Dichte und hoher Ionenenergie alleine oder vor allem mit Hilfe eines elektrischen Feldes zu erzeugen. IEC-Anordnungen werden mit dem Ziel gebaut, Fusionsreaktionen zwischen Atomkernen von Wasserstoffisotopen (Deuterium oder Deuterium und Tritium) zu erreichen. Daher werden die Geräte nach ihren Entwicklern auch Farnsworth-Hirsch-Fusor oder Hirsch-Meeks-Fusor genannt. Die Polywell-Anordnung ist ein damit verwandtes Konzept. 
Da bei den Wasserstoff-Fusionsreaktionen Neutronen freigesetzt werden, könnte der elektrostatische Trägheitseinschluss als Basis für eine Neutronenquelle genutzt werden. Zur Energieerzeugung eignet sich das Konzept nicht.

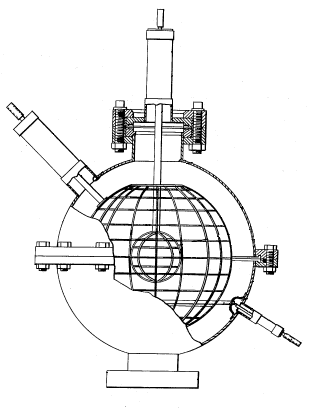
Der Hirsch-Meek Fusor. Das kleine innere Gitter ist die Kathode, die auf negativer Hochspannung liegt (große Hochspannungsdurchführung oben).

## Technik
Das Konzept des elektrostatischen Trägheitseinschlusses zum Erzielen von Kernfusion beruht darauf, dass Deuterium- und/oder Tritium-Ionen durch ein elektrisches Feld in einem kleinen Raumbereich gehalten und von außen mit weiteren, energiereichen Ionen der gleichen Art(en) bombardiert werden. Im Gegensatz zu Kernfusionsreaktoren mit magnetischem Einschluss ist die Energie beim Stoß also nicht durch die Temperatur des Plasmas gegeben, sondern es können (mittels hoher Beschleunigungsspannungen) höhere Ionenenergien verwendet werden. Dadurch wird die Coulomb-Barriere beim Stoß leichter überwunden, sodass die Wahrscheinlichkeit (Wirkungsquerschnitt) für die Fusionsreaktion beim Stoß steigt.
Eine Häufigkeit der Fusionsreaktionen, die für eine Netto-Energiegewinnung ausreichen würde, kann mit diesem Verfahren nicht erreicht werden.

## Geschichte
Frühe Arbeiten zu dieser Technik wurden von Philo Farnsworth anhand von Beobachtungen an Fernseh-Röhren erbracht. Die ursprünglichen Entwürfe in den frühen 1960er Jahren basierten auf zylindrischen Anordnungen von Elektroden. Der Brennstoff für die Kernfusion, also Deuterium, wurde aus Ionenquellen in Richtung der inneren Reaktionszone beschleunigt; dort sollten Ionen des Brennstoffs durch elektrostatische Kräfte gehalten werden. Farnsworth prägte dafür den Begriff Inertial Electrostatic Confinement (deutsch: ‚elektrostatischer Trägheitseinschluss‘). Mit dem Trägheitseinschluss im Sinne der Trägheitsfusion hat diese Technik jedoch nichts zu tun.
Wesentliche Entwicklungen erfolgten durch Robert L. Hirsch. Er baute in den späten 1960er Jahren ein großes Gerät mit sechs Ionenquellen und einer Hochspannungsversorgung bis 150 kV. Mit diesem Gerät wurden mit Deuterium nahezu 108 Fusionsereignisse pro Sekunde erreicht. Außerdem schlug Hirsch einen Aufbau ohne Ionenkanone vor. Dabei wird eine Hochspannung zwischen zwei konzentrischen kugelförmigen Elektrodengittern angelegt, die sich in einem größeren Behälter befinden, der mit Deuterium unter niedrigem Druck befüllt ist. Die durch die Hochspannung zündende Glimmentladung erzeugt durch Elektronenstoß die erwünschten Deuterium-Ionen.
In den frühen 1980er Jahren konnte in verschiedenen Experimenten nachgewiesen werden, dass sich in solch einer Anordnung ein Potential-Minimum innerhalb der inneren, kugelförmigen Gitter-Elektrode ausbildet. Nähere Untersuchungen konnten jedoch keine erhöhte Ionendichte in diesem Potential feststellen.
Versuche, meist mit Glimmentladung, aber auch mit zusätzlichen Ionenquellen, wurden auch an anderen Instituten, etwa dem Los Alamos National Laboratory und von DaimlerChrysler Aerospace durchgeführt (1996–2000).

### Patente
- Patent  US3258402: Electric discharge device for producing interactions between nuclei. Veröffentlicht am 28. Juni 1966, Erfinder: Philo T. Farnsworth (damals noch Anodengitter innen, Kathode außen, Elektronenwolke innerhalb des Anodengitters wirkt als virtuelle Kathode).‌
- Patent  US3386883: Method and apparatus for producing nuclear-fusion reactions. Veröffentlicht am 4. Juni 1968, Erfinder: Philo T. Farnsworth (Kathodengitter innen, Ionenquelle außen).‌
- Patent  US3530036: Apparatus for generating fusion reactions. Veröffentlicht am 22. September 1970, Erfinder: Robert L. Hirsch (Mehrere radiale Ionenquellen).‌
- Patent  US3530497: Apparatus for generating fusion reactions. Veröffentlicht am 22. September 1970, Erfinder: Robert L. Hirsch, Gene A. Meeks (zusätzliche Elektronenquelle nahe dem Kathodengitter).‌
- Patent  US3533910: Lithium ion source in apparatus for generating fusion reactions. Veröffentlicht am 13. Oktober 1970, Erfinder: Robert L. Hirsch (Fusor mit Lithiumionenquelle).‌

### Zeitschriftenartikel
- Robert L. Hirsch: Inertial-Electrostatic Confinement of Ionized Fusion Gases. In: Journal of Applied Physics. Band 38, Nr. 11, Oktober 1967, S. 4522–4534.
- R. A. Anderl, J. K. Hartwell, J. H. Nadler, J. M. DeMora, R. A. Stubbers, G. H. Miley: Development of an IEC Neutron Source for NDE. In: G. H. Miley, C. M. Elliott (Editoren): 16th Symposium on Fusion Engineering. IEEE Conf. Proc. 95CH35852, IEEE Piscataway, NJ, 1482–1485 (1996).
- William C. Elmore, James L. Tuck, Kenneth M. Watson: On the Inertial-Electrostatic Confinement of a Plasma. In: The Physics of Fluids. Band 2, Nr. 3, Mai–Juni 1959.

### Weitere Informationen
- T. H. Rider: A General Critique of Inertial-Electrostatic Confinement Fusion Systems. Hrsg.: Masterarbeit am MIT. 1991 (englisch, A General Critique of Inertial-Electrostatic Confinement Fusion Systems (Memento vom 30. Juni 2007 im Internet Archive) [PDF; 22,1 MB] Überblick und Beschreibung der grundlegenden Probleme).
- R. P. Ashley, G. L. Kulcinski, J. F. Santarius, S. Krupakar Murali, G. Piefer:: D-3He Fusion in an Inertial Electrostatic Confinement Device. In: IEEE Publication 99CH37050. Oktober 1999, S. 35–37 (englisch, wisc.edu [PDF; 143 kB] Vom 18th Symposium on Fusion Engineering. Albuquerque, New Mexico, 25–29. Oktober 1999).
- K. Yoshikawa et al.: Current status of inertial electrostatic confinement fusion neutron/proton source. Archiviert vom Original am 27. Mai 2012 (englisch).